# Roca de la Fe
La Roca de la Fe es una de las rocas de las festividades del Corpus Christi de la ciudad de Valencia.

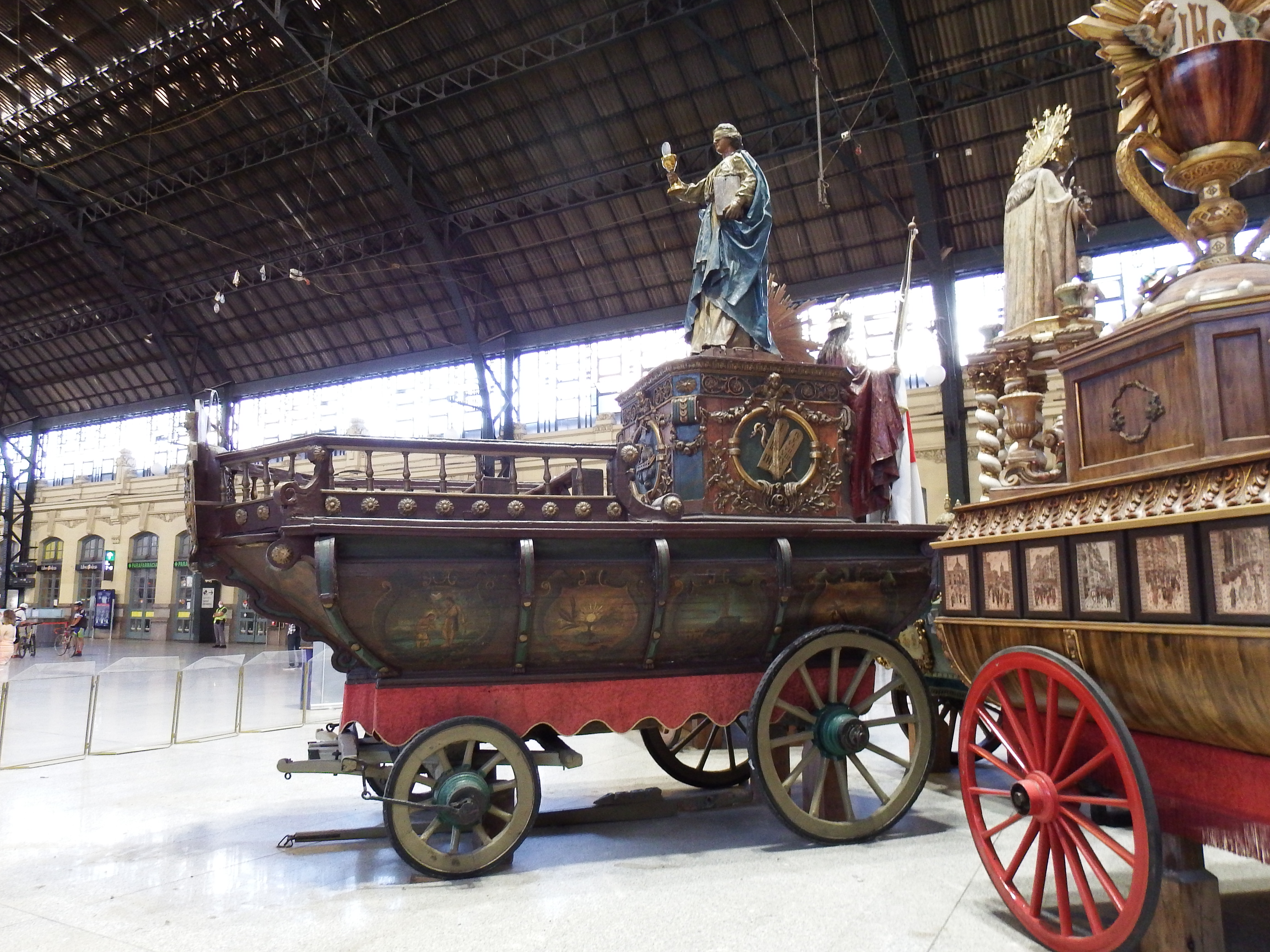
La roca exhibida en la Estación del Norte (2022)

## Descripción
La figura principal es la Fe, representada como una mujer con una venda en los ojos y un cáliz en la mano derecha, figura que simbolizaría la restauración del cristianismo a raíz de la conquista de Valencia por Jaime I. Por ello, detrás del grupo principal hay otra gran figura que representa a la ciudad de Valencia, con el escudo de la ciudad y una bandera con una cruz.
En el cuerpo bajo de la roca se encuentran pinturas del siglo XVIII, de temas religiosos: la Transfiguración de Jesús; los clavos y la corona de espinas; el Gólgota; las Llaves del Cielo; el Sermón de la Montaña; el Espíritu Santo; el bautizo de Jesús; la Sagrada Forma; uva y espigas de trigo. También hay unos versos en castellano: "Surcando golfos de penas / Ven a dar vida y consuelo / cargada de Pan del Cielo".

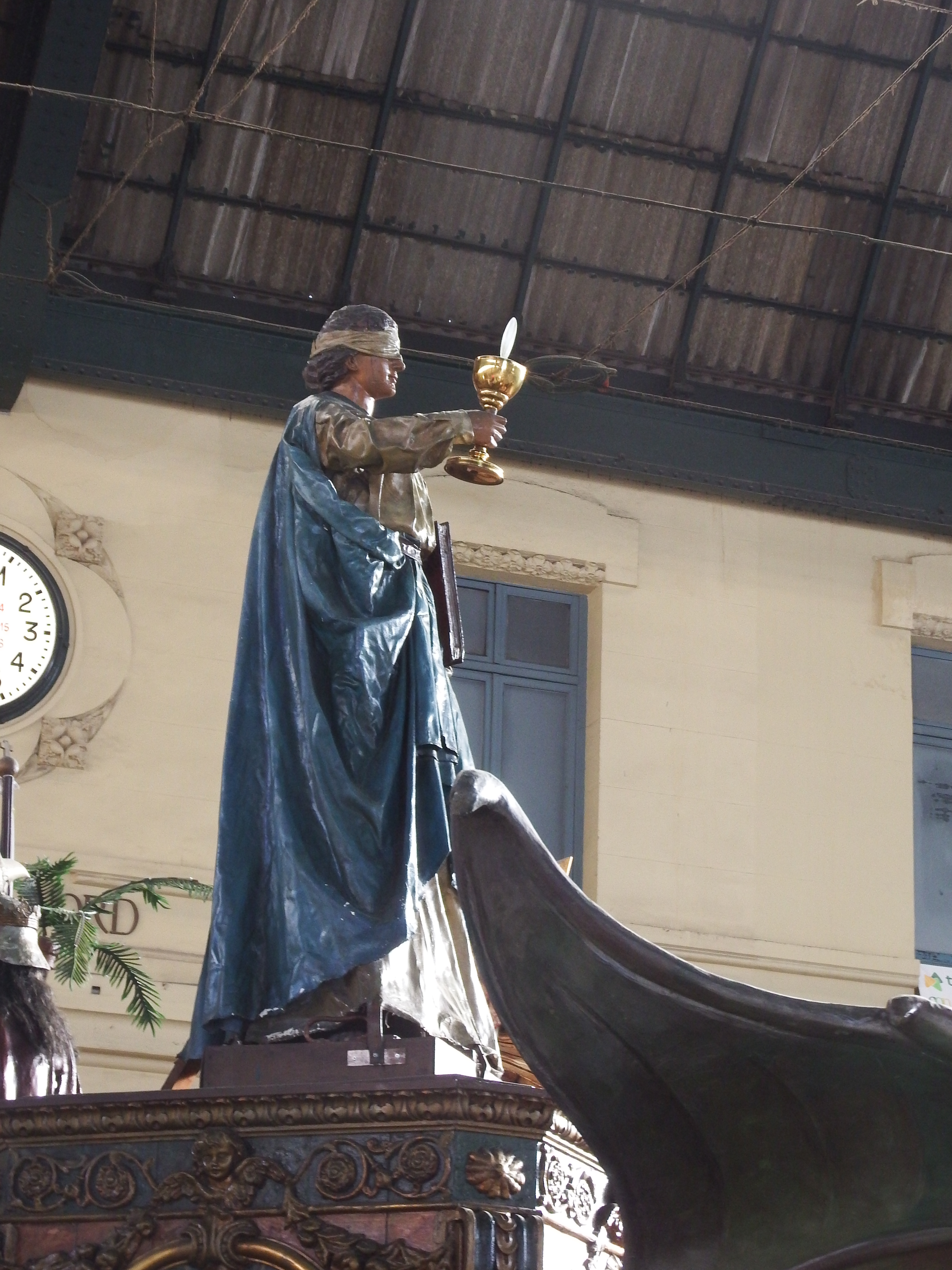
La Fe sujetando el Cáliz

## Historia
Aunque no existe una opinión unánime sobre cuándo se construyó -las fechas más mencionadas son 1535 y 1542- sí que hay coincidencia en que esta roca es la readaptación de la antigua del Paraíso Terrenal, lo que haría que su origen se remontara a 1512.
Parece que hubiera recibido su nombre actual a raíz de la renovación en 1702.
En la plataforma se hacía una danseta de moros -popularmente llamada "de turcos"- convertidos al cristianismo, y que es la misma que la dansa dels cavallets, pero sin los caballos.
La historia de su conservación es bastante similar a la de las otras rocas anteriores a 1960. Sometida a una renovación en 1867 con motivo del segundo centenario de la Virgen de los Desamparados, sufrió la riada de 1897, que comportó una rehabilitación. La instalación de los cables del tranvía eléctrico hizo que fuera reducida en altura. Nuevamente la gran riada de 1957 la dañó. La restauración terminó en 1959.